# Сокусимбуцу
Сокусимбуцу (яп. 即身成仏 сокусиндзё:буцу) — практика добровольной самомумификации буддистских монахов. Наибольшее распространение получила в японской провинции Ямагата между XI и XIX веками у монахов школы Сингон. Последний зарегистрированный случай относится к 1903 году. Всего известно 24 хорошо сохранившихся мумии японских монахов, прошедших данную процедуру. Предполагается, что за всё время число погибших достигало нескольких сотен человек, но большинство тел не было достаточно надёжно мумифицировано.

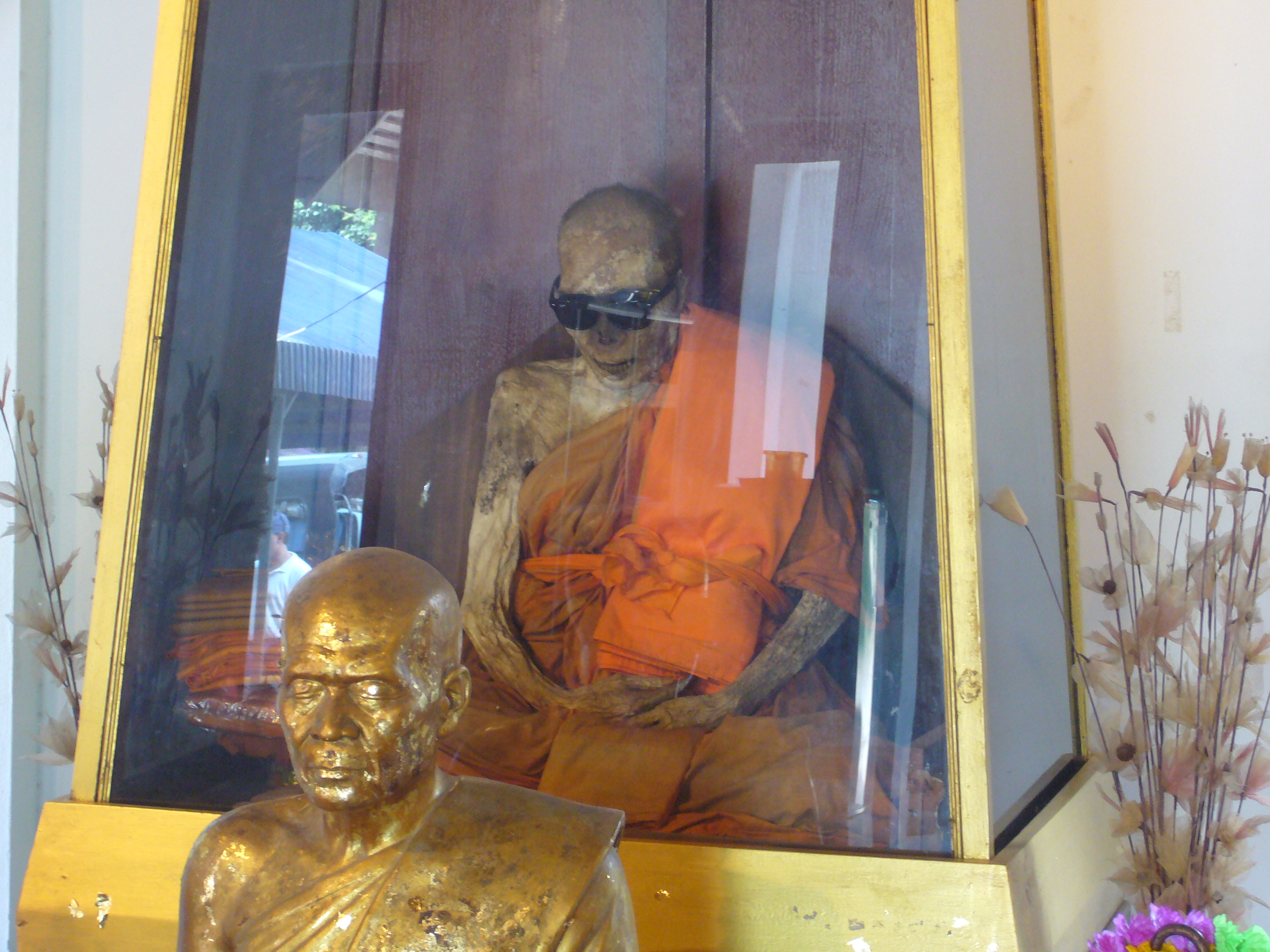
Луанг Пхо Дэнг, умер в 1972 году

Происхождение данной практики не вполне ясно.

## Процесс самомумификации
Процедура выполнялась монахом добровольно, и состояла из трёх этапов по 1000 дней каждый, то есть общая продолжительность достигала 10 лет (физически человек оставался в живых в течение примерно 6 лет).
1. Похудение с целью максимального уменьшения количества жировой ткани.
2. Диета на основе коры и корней сосны. К концу этапа в т. н. рацион добавляется ядовитый сок уруси. Токсин урушиол накапливается в тканях ещё живого человека.
3. Замуровывание живьём. Монаха опускали в специально вырытую могилу и запечатывали, оставляя трубку для доступа воздуха и снабжая колокольчиком для подачи сигналов о том, что монах ещё жив. По истечении трёх лет после того, как сигналы колокольчика переставали поступать, могилу вскрывали и проверяли сохранность мумии. Предполагается, что результативность процесса была невысока, и далеко не каждое тело достигало состояния мумии.